# Marciana
Marciana – miejscowość i gmina we Włoszech, w regionie Toskania, w prowincji Livorno.
Według danych na rok 2004 gminę zamieszkiwało 2140 osób, 47,6 os./km².